# Estación Aérea del Cuerpo de Marines de Miramar
La Estación Aérea del Cuerpo de Marines de Miramar (en inglés: Marine Corps Air Station Miramar, abreviada MCAS Miramar) (IATA: NKX, OACI: KNKX, FAA LID: NKX), anteriormente llamada Estación Aeronaval de Miramar (Naval Air Station Miramar o NAS Miramar), son unas instalaciones del Cuerpo de Marines de los Estados Unidos y base de la 3.ª Ala de Aérea del Cuerpo de Marines, que es el elemento de aviación de la I Fuerza Expedicionaria de Marines. Está situada 16 km al norte del centro de San Diego, California, Estados Unidos.  
El aeródromo se llama Mitscher Field en honor del almirante Marc Mitscher un comandante de la Fast Carrier Task Force durante la Segunda Guerra Mundial. El aeródromo es la antigua ubicación de la Flota del Pacífico de combate y de la Alerta temprana y control aerotransportado de aeronaves (F-4 Phantom II, F-14 Tomcat, E-2 Hawkeye) conocida como la antigua ubicación del United States Navy Fighter Weapons School (NFWS), y su programa de capacitación TOPGUN y la película del mismo nombre. En 1996, la NFWS se trasladó a la Naval Air Station Fallon en el oeste de Nevada y se fusionó con la Naval Strike and Air Warfare Center (NSAWC). Durante el apogeo de TOPGUN en Miramar NAS, la estación fue apodada "Fightertown USA. ".

## Comandos
- Headquarters and Headquarters Squadron
- 3rd Marine Aircraft Wing
  - Marine Wing Headquarters Squadron 3
  - Marine Aircraft Group 11
  - Marine Aircraft Group 16
  - Marine Air Control Group 38
  - Marine Wing Support Group 37
- Marine Aircraft Group 46

## Geografía
La base tiene un área de 23,116 acres. Está rodeada por Kearny Villa Road y la Interestatal 15. El área al este de Kearny Villa Road, llamada "East Miramar", está poco desarrollada y es utilizada para el entrenamiento militar.

## Historia
Los amerindios fueron los primeros habitantes de la base. España reclamó el área en los 1500s. La corona emitió un otorgamiento de tierras a Don Santiago Arguello. Después de la Guerra Civil Americana, las tierras fueron divididas y vendidas a personas como a Edward Scripps, editor de un periódico del este de Estados Unidos. La tierra se utilizaba principalmente para el pastoreo y la agricultura en el año 1900.